# Rita Blanca National Grassland
Rita Blanca National Grassland és un National Grassland localitzat al nord del Comtat de Dallam (Texas), a la Panhandle de Texas, i al sud del Comtat de Cimarron (Oklahoma), a l'oest de la Panhandle d'Oklahoma, als Estats Units d'Amèrica. No és tot terra propietat del govern però són petits blocs de terra propietat del govern. Té una àrea de 376,3 quilòmetres quadrats. El grassland és administrat pel Forest Service juntament amb Cibola National Forest, i els National Grasslands de Black Kettle, Kiowa i McClellan, tots amb seu a Albuquerque (Nou Mèxic). També hi ha oficines més petites a Clayton (Nou Mèxic).
La ciutat principal de l'àrea és Dalhart (Texas), el qual té el museu XIT.